# Barwice (przystanek kolejowy)
Barwice – nieistniejący przystanek osobowy w Barwicach w Polsce, w województwie zachodniopomorskim, w powiecie szczecineckim, w gminie Barwice.